# Det var et herligt KU-møde
Det var et herligt KU-møde er en ungkonservativ slagsang af omstridt oprindelse. Den synges på et tema fra marchen Blaze-Away! fra 1901 af den amerikanske komponist Abe Holzmann.
Sangen har fungeret som en art "slagsang" for Konservativ Ungdom og synges stadig i dag ved festlige lejligheder, idet man dog oftest nøjes med de to første vers, ikke mindst når sangen fremføres offentligt. Sangens tredje vers er mere kontroversielt og henviser til en periode først i trediverne, hvor visse unge konservative hentede inspiration fra den italienske fascisme og dannede uniformerede gadekorps ("Stormtropper"), hvilket dog ligeledes medlemmer af Danmarks Socialdemokratiske Ungdom og ungkommunister gjorde i samme periode.
Siden der i Konservativ Ungdom eksisterer en fløjkultur, hvor organisationen er delt mellem tre fløje: den røde socialkonservative fløj, den sorte liberalkonservative fløj og den hvide nationalkonservative fløj, er nogle af versene også dedikeret til én specifik fløj. Den røde fløj synger de tre første vers og sætter sig dernæst ned, den sorte fløj, hvis fløjvers er det fjerde vers, synger de første fire vers og sætter sig dernæst ned, mens den hvide fløj synger alle fem vers.[kilde mangler]

## Datering
Sangens forfatter er ukendt, og spørgsmålet om dens alder lader sig heller ikke klart afgøre, ikke mindst fordi de forskellige vers er blevet til på forskellige tidspunkter. I de tidligste versioner består sangen alene af første og andet vers, og de øvrige vers er sandsynligvis kommet til i 70'erne eller 80'erne.[kilde mangler] En KU-sangbog fra 2002 medtager tre vers.
Sangen omtales ofte som en "sang fra trediverne", og det er i hvert fald sandt, at sangen omhandler trediverne, men det kan med stor sandsynlighed afvises, at sangen skulle være affattet så tidligt. Ikke bare optræder den ikke i nogen konservative sangbøger fra den tid, men den minder heller ikke i stilen om den nationalromantisk-patetiske digtning, man finder i andre konservative sange fra trediverne. I denne periode var den officielle KU-sang i øvrigt en sang ved navn "Vældige Riger", som ikke bruges i dag.
Sangen er sandsynligvis forfattet et stykke oppe i halvtredserne, idet gamle KU-medlemmer melder at kunne huske den fra KU-hytteture i den periode, medens andre, der var aktive omkring 1950, ikke kendte den. De oplyser dog, at man dengang aldrig sang den offentligt eller til almindelige møder. Sangen har under alle omstændigheder levet en relativt ukendt tilværelse – også i KU-regi – og der findes ingen håndfast dokumentation for sangen før i 80'erne, hvor den omtales som yderst kontroversiel ifm. en sag, hvor Ledøje-Smørum KU kollektivt ekskluderes af KU for at synge sangen. Anker Jørgensen udtrykte bl.a., da han hørte om teksten til KU-sangen: "De kan umuligt mene dette alvorligt".
I perioden fra 2018 til 2020 blev en ny udgave af Konservativ Ungdoms Sangbog udgivet. Redigeret og forordnet under ledelse af Lars Hellmund, med to yderligere vers tilføjet, de såkaldte "fløjvers" som henholdsvis afsynges af KU´s Liberalkonservative Sort-Fløj og KU´s Nationalkonservative Hvid-Fløj. Det sorte fløjvers menes at være skrevet i 1980erne imens det hvide fløjvers er en tilføjelse fra 2010erne.

## Kontroverser
Sangens kontroversielle ordlyd har flere gange givet anledning til omtale i medierne, hvor ungkonservatives afsyngning af sangen er blevet anført som tegn på, at der stadig i KU skulle være sympati for de totalitære idealer, der nød fremme i trediverne. Herimod har de involverede ungdomspolitikere som hovedregel indvendt, at den slags "sjove sange" er almindeligt udbredte i ungdomspolitiske sammenhænge på begge fløje, og at de synges med en vis ironisk distance.